# 1060 Magnolia
1060 Magnolia è un asteroide della fascia principale. Fu scoperto il 13 agosto 1925 da Karl Wilhelm Reinmuth, un prolifico scopritore di asteroidi che lavorava presso l'osservatorio di stato di Heidelberg-Königstuhl, presso Heidelberg, in Germania.
Presenta un'orbita caratterizzata da un semiasse maggiore pari a 2,2378913 UA e da un'eccentricità di 0,2017061, inclinata di 5,92192° rispetto all'eclittica.
Fa parte della famiglia di asteroidi Flora.
Il suo nome fa riferimento alle magnolie, piante spesso usate a scopo ornamentale.